# Голухинська сільська рада
Голу́хинська сільська рада (рос. Голухинский сельский совет) — сільське поселення у складі Зоринського району Алтайського краю Росії.
Адміністративний центр та єдиний населений пункт — селище Голуха.

## Населення
Населення — 1547 осіб (2019; 1823 в 2010, 1918 у 2002).